# Dimitrie Cuclin
Dimitrie Cuclin (n. 5 aprilie 1885, Galați, România – d. 7 februarie 1978, București, România) a fost un compozitor, muzicolog, filosof, scriitor și traducător român.

## Biografie
Tatăl său, Constantin Cuclin, cu studii la Seminarul din Ismail, Conservatorul din Iași și cel din București, a fost profesor secundar de muzică între 1879 – 1897 la Gimnaziul de băieți din Galați, devenit în 1887 liceul “Vasile Alecsandri”. Avea rădăcini în satul Cucleni de lângă orașul Ismail, numele satului având o evidentă legătură cu numele familiei. Strămoșii săi fuseseră oameni de vază în orașul menționat, unul dintre ei ajungând chiar primar. Un alt strămoș a fost mitropolit, iar altul a fost colonel alb-gardist, refugiat ulterior în România. Mama, Minodora, născută Pavel, a fost casnică până la divorțul de Constantin, după care, pentru a-și întreține fiul, a trebuit să lucreze ca menajeră pe la diferite familii gălățene. Se trăgea dintr-o familie cu origini în comuna Pechea, Galați.
După școala primară, Dimitrie Cuclin urmează, între 1896 – 1903, cele șapte clase ale liceului “Vasile Alecsandri”, din perioada căruia datează primele sale încercări componistice și literare (drama “Ad majorem feminae gloriam”). Una dintre aceste compoziții, un menuet pentru cvartet de coarde, trimisă lui Dumitru Kiriac-Georgescu prin soacra acestuia, îl determină pe compozitor să încurajeze venirea lui Cuclin la București, cu scopul de a studia vioara, în 1903. Este respins pentru depășirea limitei de vârstă, dar se va înscrie în 1904 la teorie și armonie, putând studia în continuare și vioara. După trei ani de studiu la Academia Regală de Muzică, Cuclin obține o bursă de la ministrul Spiru Haret, pentru studii de muzică în Franța. Și, astfel, gălățeanul ia calea Parisului, unde va urma trei luni Conservatorul, dar nu va întruni numărul de voturi necesare admiterii. Deși lucrul acesta nu implica neapărat exmatricularea, Cuclin se grăbește să plece la “Schola Cantorum” a lui Vincent d’Indy, unde va sta până în 1914. La Paris este amic cu George Enescu și Constantin Brâncuși.
Întors în țară, este mobilizat în război, pe care-l va trece refugiat la Iași și cântând în orchestra lui George Enescu. Sărăcia îl va persecuta în continuare pe tânărul compozitor până în 1919 când, după ce îl suplinise 7 luni pe Alfonso Castaldi la Conservator, va fi titularizat profesor la Academia Regală de Muzică.
Biografia lui Cuclin înregistrează în 1920 căsătoria cu Zoe, născută Bucurencu, fostă Damian, pictoriță. Se cunoscuseră la Paris și vor trăi o frumoasă poveste de dragoste și fidelitate timp de 53 de ani, până la moartea Zoei. Cuplul de artiști pleacă în 1922 în America, unde Dimitrie Cuclin devine profesor de vioară și teoria muzicii la City Conservatory of Music și la Brooklyn College of Music din New York.
Cuclin se întoarce în aulele Conservatorului bucureștean în 1930, pentru a fi, până în 1948, un foarte iubit profesor de armonie, contrapunct și compoziție. În perioada Statului Național-Legionar Cuclin deține funcția de Director al Conservatorului, fără a fi fost vreodată legionar.
După executarea, la vârsta de 65 de ani, a doi ani de muncă silnică la Canal, compozitorul trăiește retras o viață închinată creației, dedicându-se construcției unui sistem simfonic - 20 de simfonii, dintre care unele de proporții enorme, și rescriindu-și de mai multe ori sistemul, în întregime sau pe părți. Este respectat, dar ostracizat, nefiind niciodată în juriul festivalului Enescu, al cărui prim premiant fusese. La 90 de ani se propune primirea lui în Academie ca membru corespondent; se opune, însă, Mihai Beniuc, sub pretextul că Cuclin merită ori să fie membru plin, ori să nu fie deloc. Cuclin este profund dezamăgit și marcat; își scria discursul de recepție încă din 1969. Are în tot acest timp relații tensionate cu Mihail Jora și Liviu Rusu. În schimb, se bucură până în clipa morții de devotamentul discipolului său, Constantin Mașala.
Moare în 7 februarie 1978, la 5 ani după soție, în urma unor complicații ale unei boli cardiace contractată la Canal.

## Activitatea componistică
Dimitrie Cuclin a realizat un vast sistem simfonic, cuprinzând 25 de simfonii, fiind un susținător al monumentalului în simfonie . Unele simfonii ale sale, de pildă, durează cât un întreg concert simfonic (simfonia a XII-a, cea mai lungă, durează 6 ore). Cuclin a compus, de asemenea, și 6 opere:
"Soria" (1911)
"Ad majorem feminae gloriam" (1915)
"Traian și Dochia (1921)
"Agamemnon" (1922)
"Bellerophon" (1925)
"Meleagridele" (1958)
Este și autorul unui balet, "Tragedie în pădure" (1962).
În afara acestora, Cuclin a compus sonate, sonatine, cvartete, madrigale, valsuri, piese corale, concerte pentru vioară, pian, melodii de inspirație folclorică etc.
Marea majoritate a creațiilor sale n-au fost interpretate și încă nu s-a întocmit un catalog complet al pieselor sale. Cea mai completă listă a compozițiilor cucliniene se găsește în monografia lui Tomescu oprindu-se, evident, la nivelul anului 1956. Moldovan, în monografia sa, reproduce lista lui Tomescu fără adaosuri.
În calitate de compozitor, Cuclin este un exponent al școlii franceze, pe linia lui César Franck și Vincent d'Indy.

## Lucrări de teorie muzicală
Cuclin a fost un prolific autor de manuale și tratate de teorie muzicală de nivel superior, dintre care amintim:
Tratat de forme muzicale : Pentru uzul învățământului academic și secundar, București: Tipografia "Bucovina" I.E. Torouțiu, 1934
Manuale de muzică pentru clasele I-V
Tratat elementar de muzică: pentru clasele I-VIII ale Școalelor Secundare, București, 1946
A mai publicat 5 monografii teoretice muzicale ("Contribuții la eventuala reformă a fundamentelor muzicii") dintr-un ciclu proiectat de patruzeci.
Se mai pot menționa aici și două comunicări susținute de Cuclin în cadrul unor congrese internaționale:
Le rôle du chant grégorien dans le passé jusqu'à nos jours et du chant byzantin, das l'avenir, Bucuresti : Bucovina I. E. Toroutiu, 1936  (comunicare la al V-lea Congres internațional de bizantinologie, Roma, 1936)
Les trois définitions de la musique, comunicare la Academia muzicală Chigi de la Siena

## Lucrări literare
Cuclin a scris foarte mult, în limbile română, engleză și franceză. Opera sa literară cuprinde piese de teatru, librete muzicale și poezii, foarte multe în manuscris. Dintre publicații, menționăm următoarele:
Destinée mystique. Poésies diverses, Bucarest : Imprimeries Independența, 1919
Poems, București, Tiparul Oltenia, an necunoscut
Doine și sonete, București, Tiparul Oltenia, 1932
Sofonisba: tragedie într'un prolog și trei acte în versuri, București, Tipografia Presa, 1945
Dimitrie Cuclin este un poet foarte dator liricii românești ante-belice, cultivând cu predilecție forma sonetului, despre care avea idei proprii: catrenele trebuie să conțină cadrul unei drame, terținele drama propriu-zisă, iar ultimul vers trebuie să fie cel mai puternic și surprinzător. Sonete sale utilizează o imagistică bogată și au elanuri oratorice, rămânând de multe ori la nivelul unor exclamații în versuri. În 1969 Cuclin îi considera drept cei mai mari scriitori români pe Costache Negruzzi, Ion Ghica, Odobescu Ion Creangă și Delavrancea, ca prozatori, și ca poeți pe Heliade-Rădulescu, Bolintineanu, Grigore Alexandrescu, Alecsandri, Eminescu, Vlahuță, Coșbuc și  Goga, ceea ce arată clar gusturile sale literare orientate puternic spre clasici și epigoni ai acestora, gusturi care amprentează și creația sa literară. Un proiect editorial de publicare a unei plachete de versuri cu titlul Rime la începutul anilor'70 a eșuat. Marin Preda, pe atunci director al editurii Cartea Românească, nu aprobă publicarea, după ce înainte volumul fusese refuzat de editura Minerva.

## Traduceri
Cea mai importantă realizare în domeniu a lui Dimitrie Cuclin este publicarea unor traduceri foarte reușite din punct de vedere literar din opera lui Mihai Eminescu, în volumul Poems, Bucuresti : Bucovina, I.E.Toroutiu, 1938. Traducerea sa a poemului "Luceafărul" a fost foarte apreciată, fiind reeditată recent, la editura Miracol din București, într-un volum care conține traducerile în cinci limbi ale operei eminesciene.
A tradus, de asemenea, primele două cărți ale Fastelor lui Ovidiu, publicate tot de către Torouțiu (an necunoscut).